# Laureda
Laureda (en francès Laurède) és un municipi francès situat al departament de les Landes i a la regió de la Nova Aquitània.

## Demografia
| 1962                                       | 1968 | 1975 | 1982 | 1990 | 1999 | 2007 |
| ------------------------------------------ | ---- | ---- | ---- | ---- | ---- | ---- |
| 377                                        | 380  | 336  | 332  | 339  | 340  | 357  |
| Des de 1962: població sense dobles comptes |      |      |      |      |      |      |

## Administració
| Període   | Identitat            | Partit |
| --------- | -------------------- | ------ |
| 2001-2008 | Claude Carrincazeaux |        |
| 2008-     | Michel Roussel       |        |

## Agermanaments
- Blotzheim